# Baveno
Baveno ist eine Gemeinde und ein Dorf am Westufer des Lago Maggiore in der italienischen Provinz Verbano-Cusio-Ossola (VB) in der Region Piemont.

## Lage und Einwohner
Die Gemeinde Baveno liegt rund 10 Straßenkilometer südwestlich von der Provinzhauptstadt Verbania auf einer Höhe von 205 m ü. M. Das Gemeindegebiet umfasst eine Fläche von 17 km² und hat 4604 Einwohner (Stand am 31. Dezember 2023). Seine Fraktionen sind Feriolo, Oltrefiume, Romanico, Roncaro und Loita. 
Die Nachbargemeinden sind Gravellona Toce, Stresa und Verbania.

## Geschichte
Während des Zweiten Weltkriegs kam es nach Italiens Kriegsaustritt und deutscher Besetzung im September 1943 im Massaker vom Lago Maggiore zu den ersten Massenmorden an Juden in Italien durch eine SS-Einheit, bei denen vor allem Bewohner von Meina, Arona und Baveno am piemontesischen Westufer des Sees umkamen.

### Bevölkerungsentwicklung

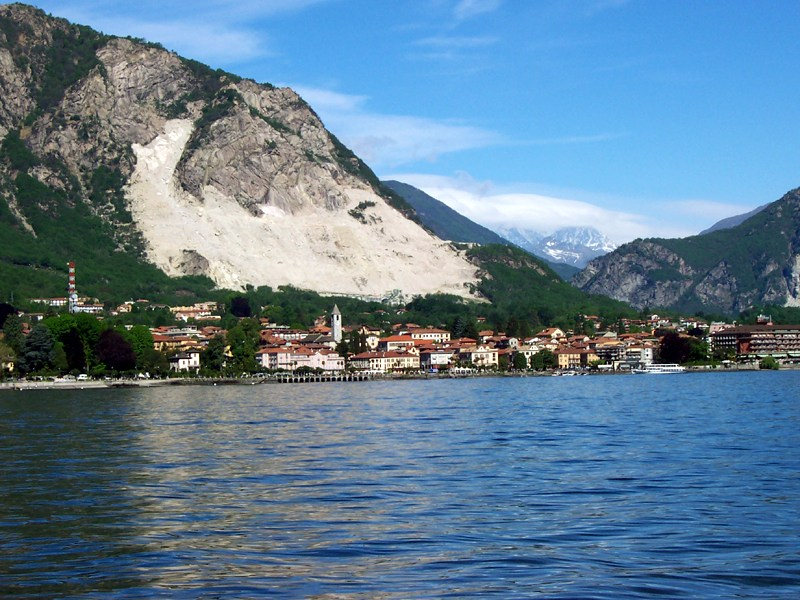
Baveno und seine Granitbrüche im Hintergrund

## Unternehmungen
In den bis in den Ort hineinragenden Bergen, wie z. B. dem Hausberg Monte Camoscio, wird rosa Granit abgebaut und teilweise am Ort verarbeitet. Das Gestein aus Baveno wurde unter anderem beim Bau der Galleria Vittorio Emanuele in Mailand und der Basilika San Paolo in Rom verwendet. Die von Architekt Fabrizio Bianchetti 1997 konzipierte Skulptur Il lago e le montagne an der Uferpromenade von Baveno zeigt in Form von Bergspitzen die verschiedenen, aus der Region stammenden Werksteine grüner, weißer und rosa Granit sowie Silber-Gneis.

## Tourismus
Baveno ist seit dem 19. Jahrhundert als Ferienort etabliert und bietet vom bed&breakfast bis zum Grand Hotel zahlreiche Touristenunterkünfte und die entsprechende Infrastruktur. Sehenswert sind die öffentlich zugängliche Villa Fedora mit ihrem großen Park sowie die Kirche „SS Gervasio e Protasio“ aus dem 18. Jahrhundert und einem Baptisterium aus dem 11. Jahrhundert mit einem Portikus aus dem 16. Jahrhundert. Von der Schiffsanlegestelle mit einem alten Jugendstilgebäude verbinden verschiedene Linien den Ort mit den vorgelagerten borromäischen Inseln und anderen Orten am See.

## Sehenswürdigkeiten
- Pfarrkirche Santi Gervasio e Protasio und Kreuzgang.
- Baptisterium aus dem 5. Jahrhundert.
- Wohnhaus Morandi aus dem 18. Jahrhundert.
- Villa Fedora im Jahr 1857 gebaut und vom Komponist Umberto Giordano gekauft.
- Villa Branca von der Königin Victoria (Vereinigtes Königreich) in der Ferien bewohnt.
- Villa Della Casa heute Villa Bionda erbaut 1875 vom Schweizer Architekten Augusto Guidini für den Unternehmer Nicola Della Casa.
- Villa Mussi im Ortsteil Oltrefiume beherbergte lange Zeit den Dichter Marino Moretti.

## Bildergalerie

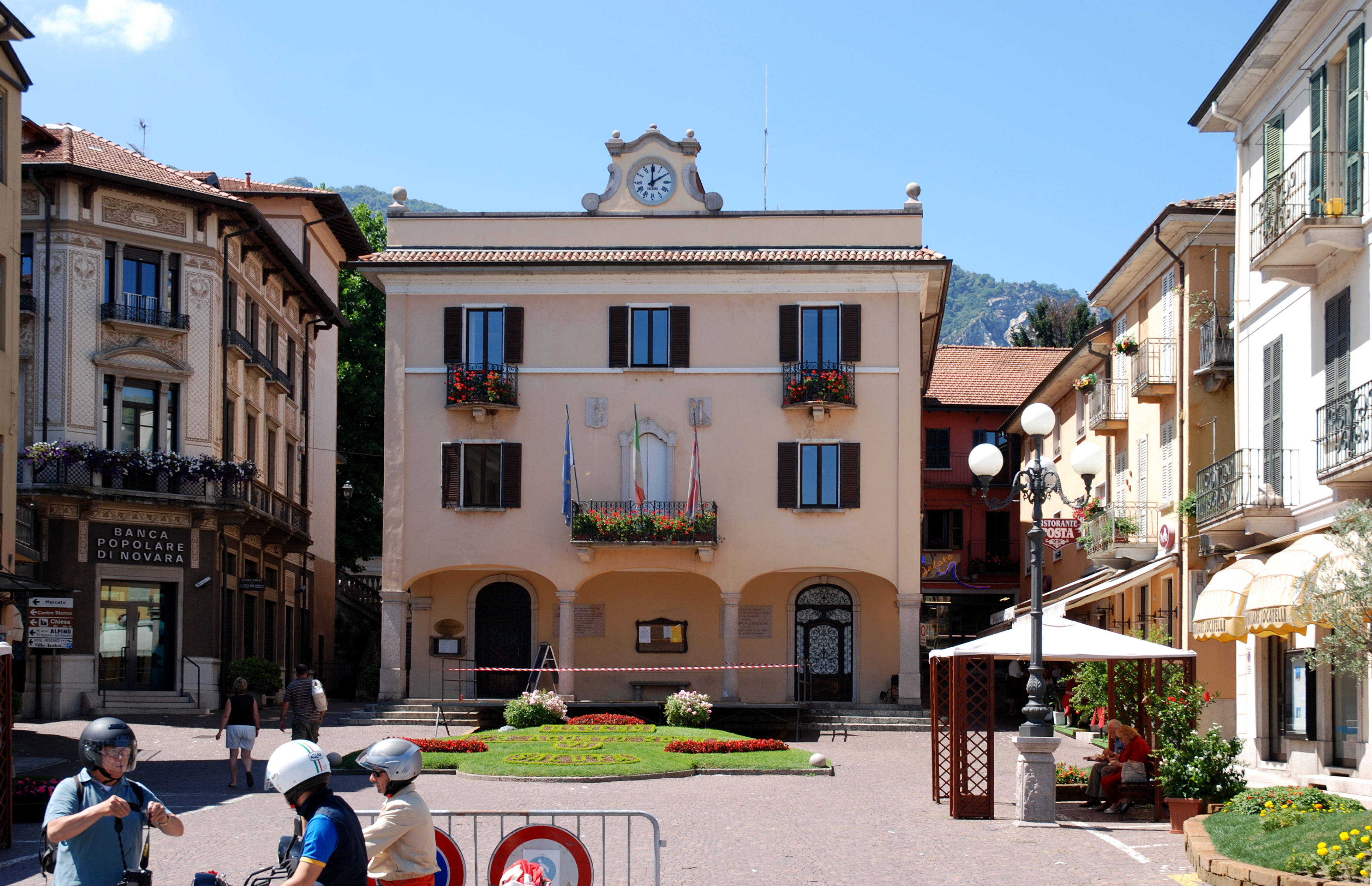
Baveno, Municipio
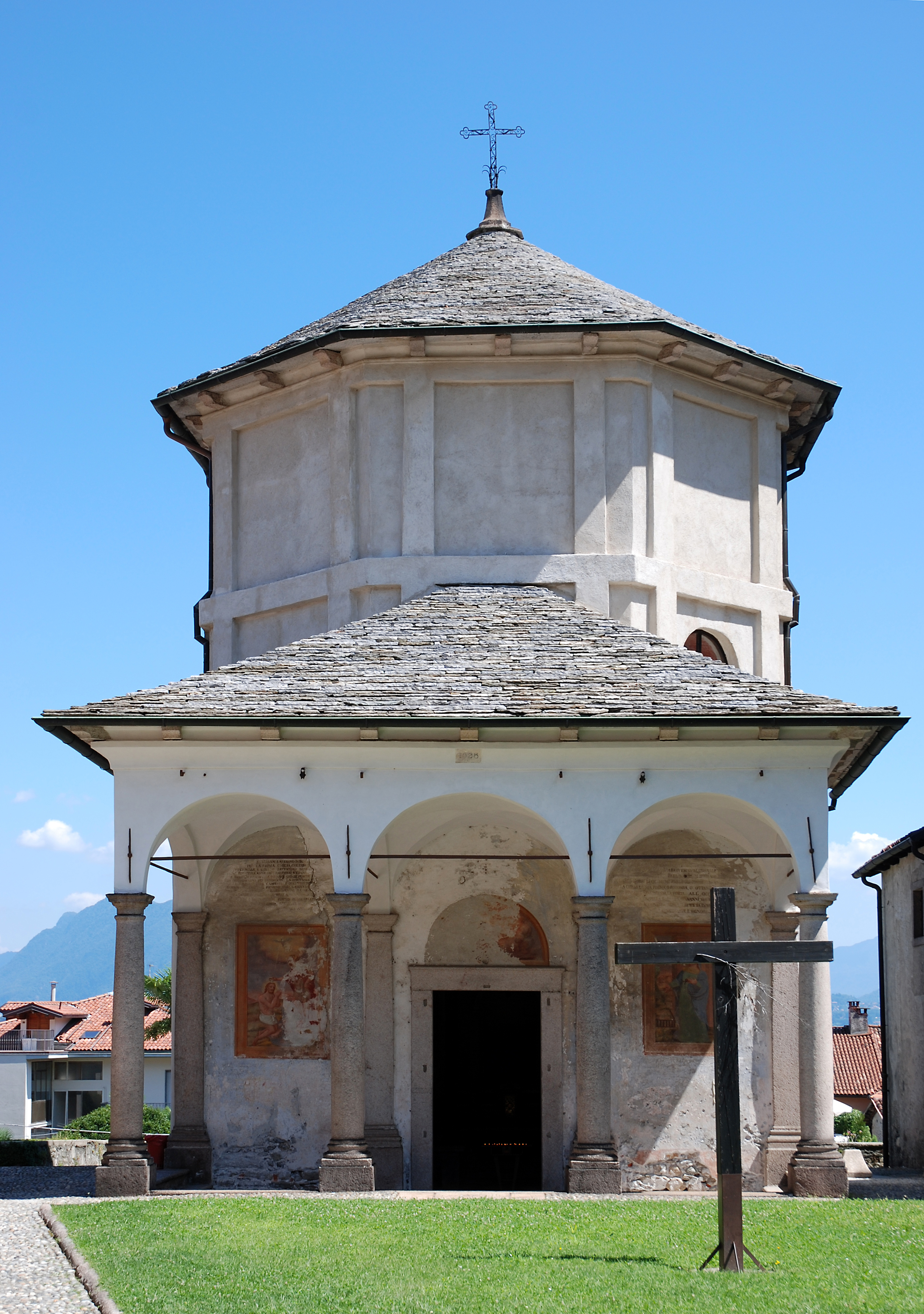
Kirche „SS Gervasio e Protasio“, Baptisterium
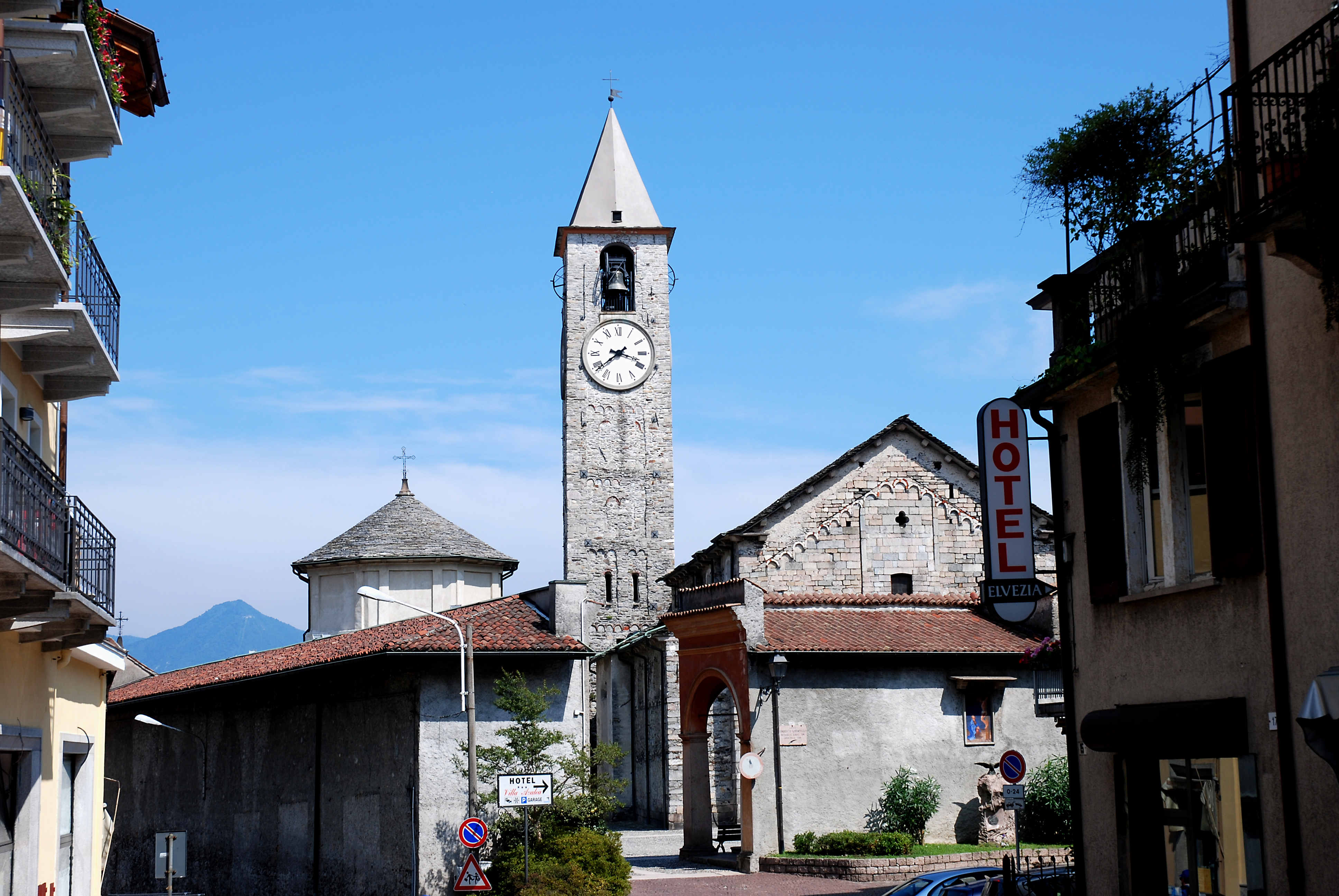
SS Gervasio e Protasio, Gesamtansicht
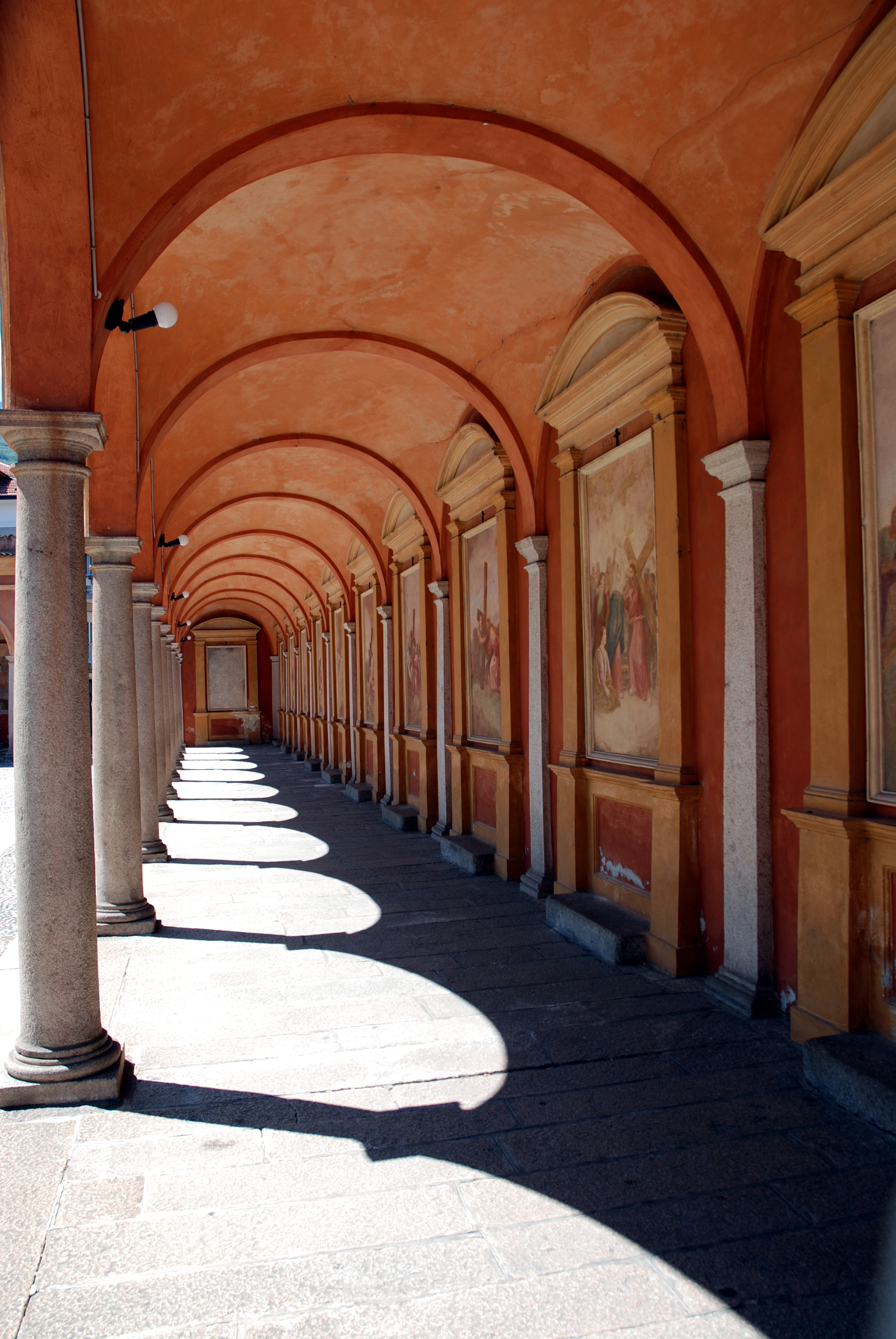
SS Gervasio e Protasio, Kreuzgang
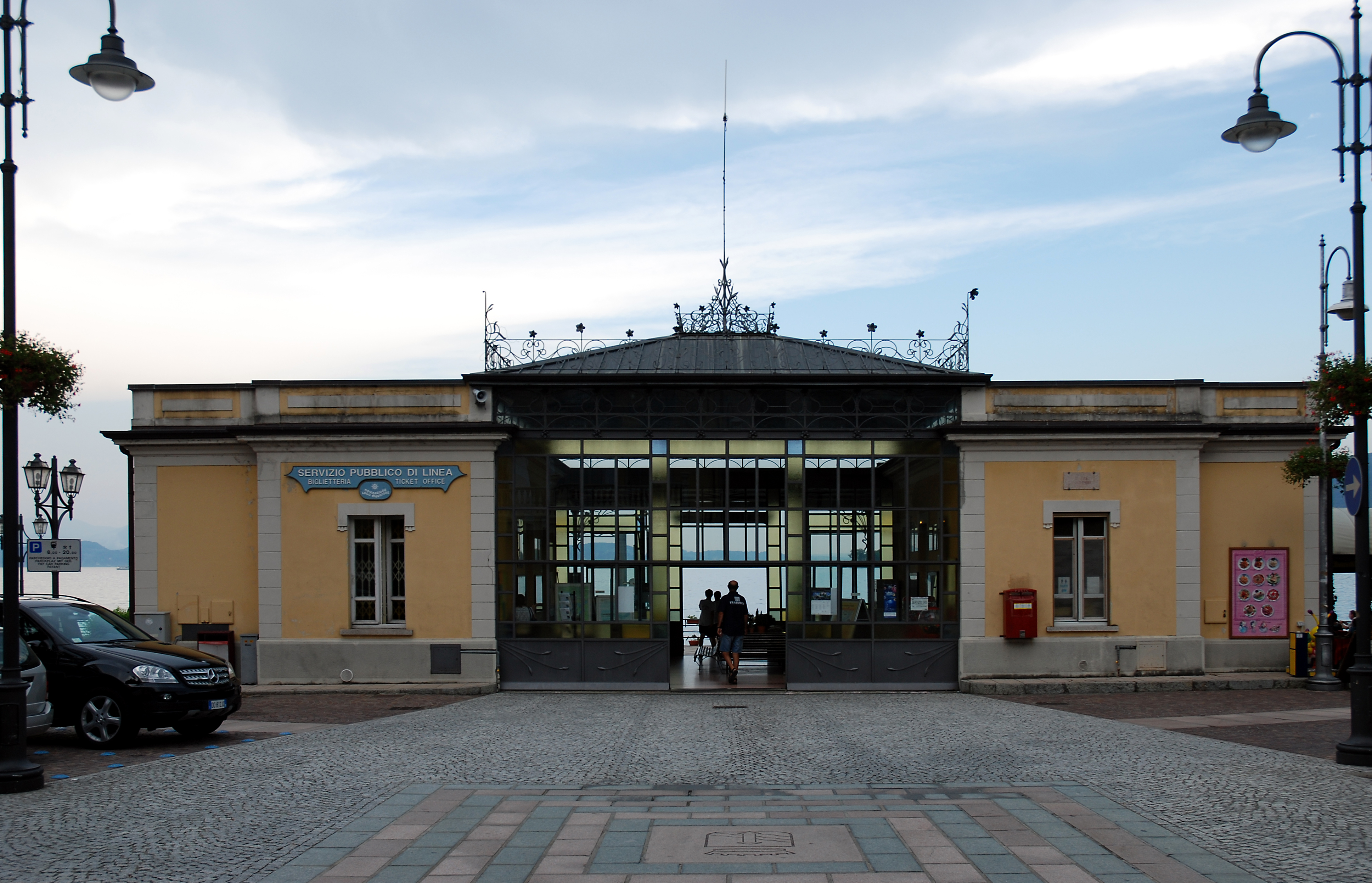
Fährbüro, Jugendstil
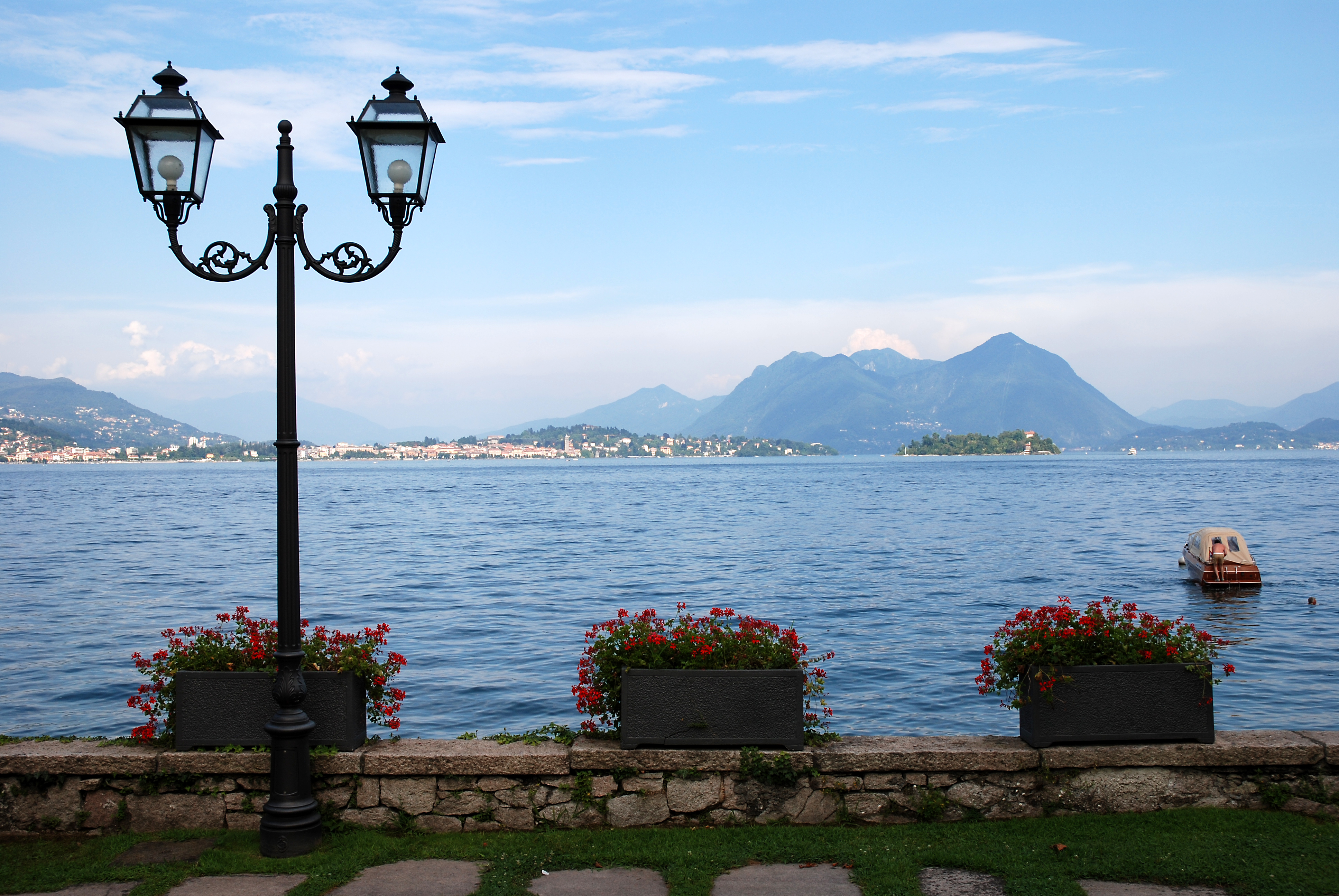
Promenade, Blick auf Verbania
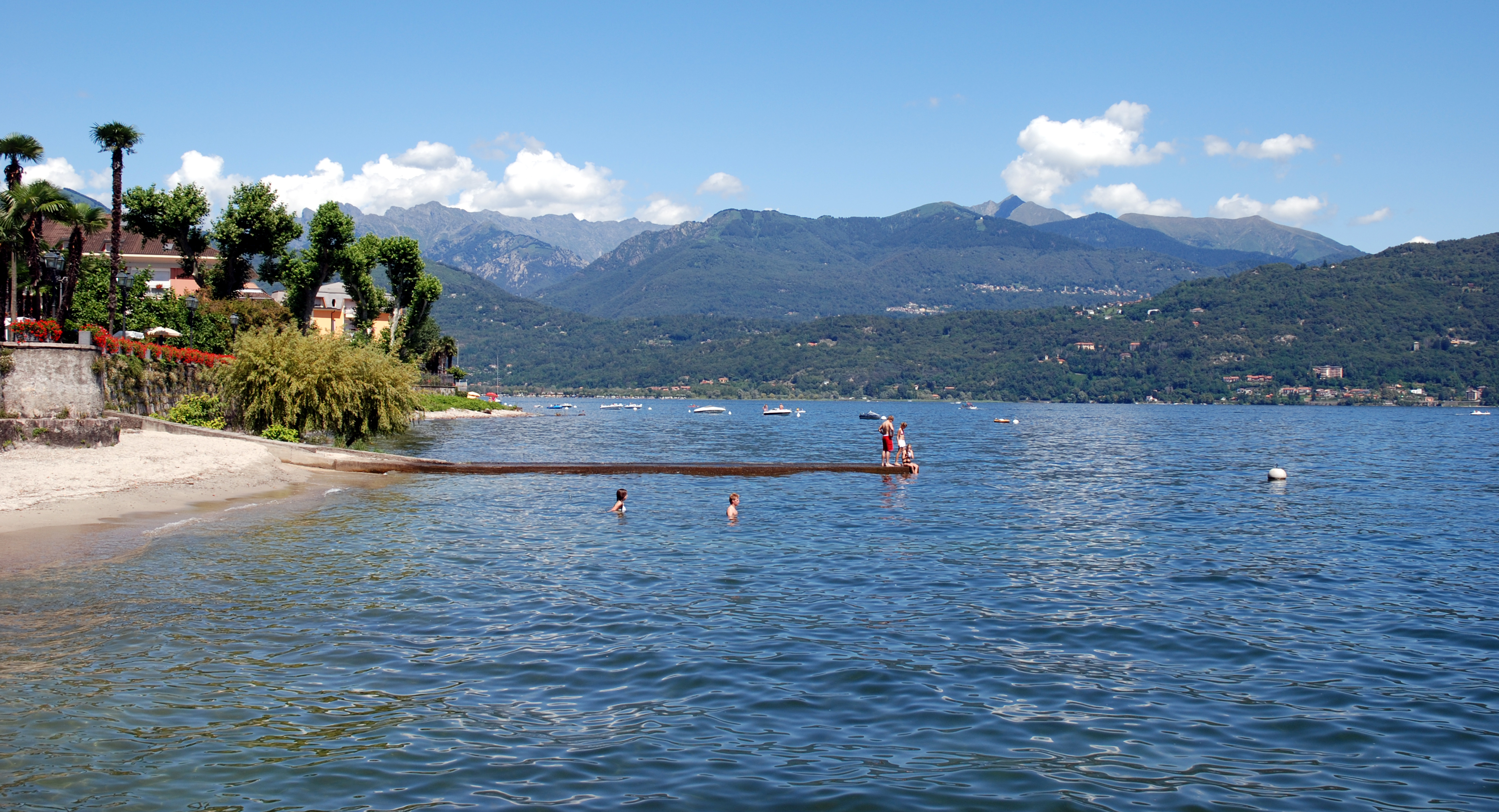
Strand
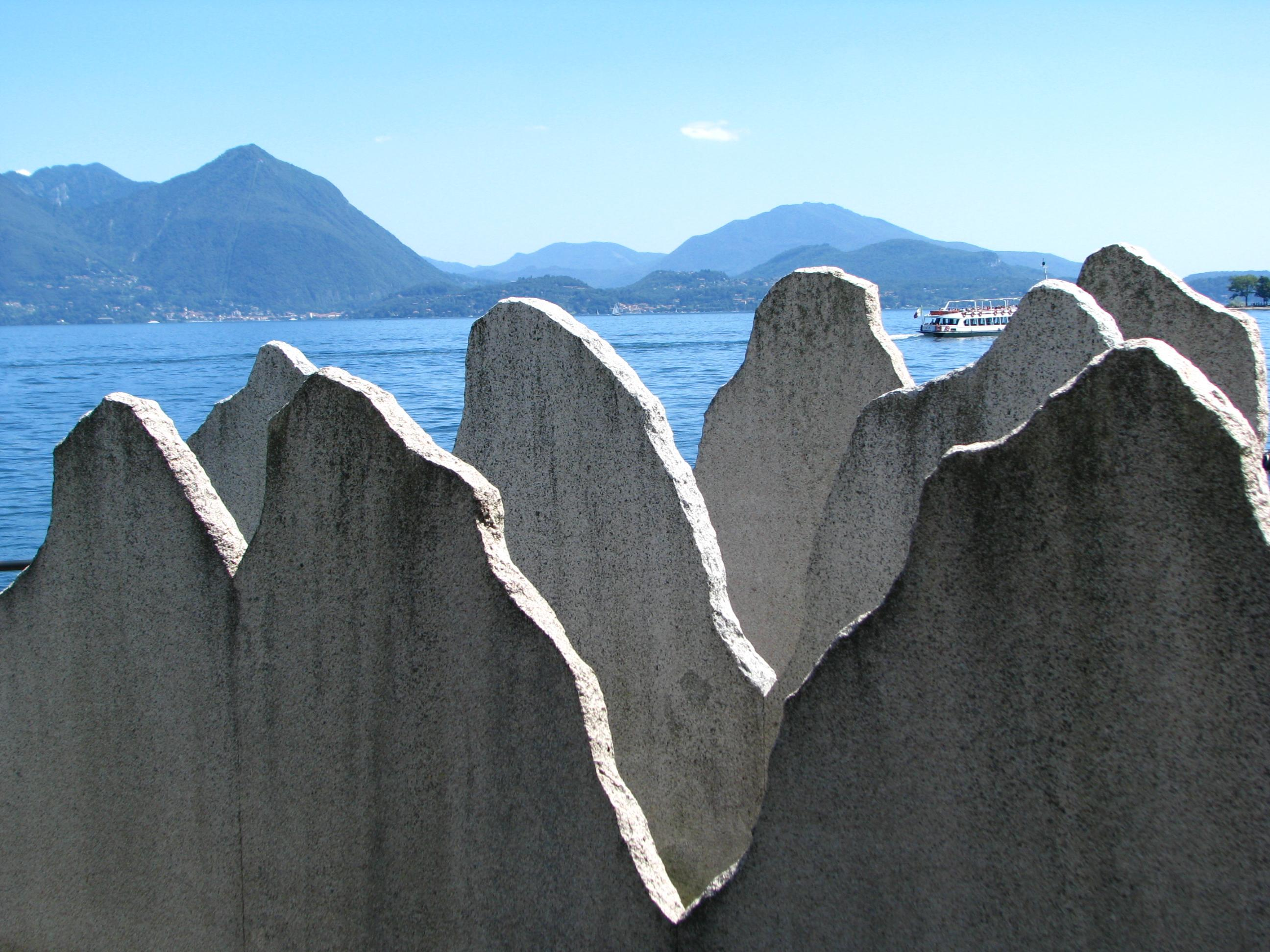
Skulptur IL LAGO E LE MONTAGNE
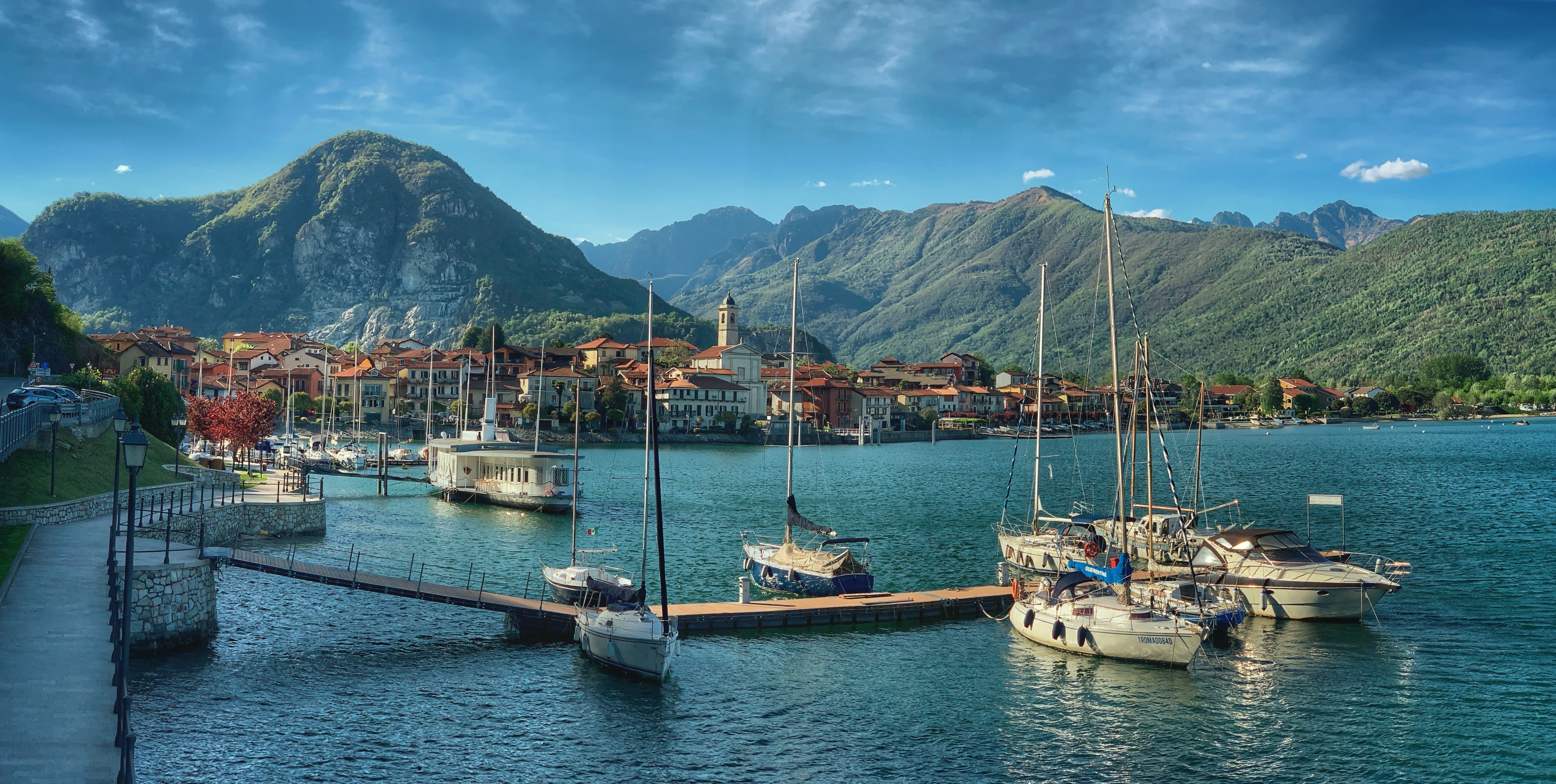
Feriolo mit Mont' Orfano